# Biologia Campbella
Trwa dyskusja nad usunięciem tego artykułu, kliknij i weź w niej udział.
Biologia Campbella – powszechnie wykorzystywany podręcznik nauk biologicznych na pierwszych semestrach biologii i kursów biologicznych w szkołach średnich na całym świecie. Podręcznik oryginalnie opublikował w 1987 r. amerykański biolog Neil Campbell. Ta książka szybko stała się popularna na całym świecie i jest używana przez ponad 700 tysięcy studentów zarówno w szkołach średnich, jak i  wyższych. 

## Historia
Pierwsza edycja książki została opublikowana przez Benjamin Cummings, imprint Pearson Education w 1987 r. Na przestrzeni lat znacząca jej część była rewidowana i unowocześniana. Amerykańskie biolożki Jane Reece i Lisa Urry zapewniły znaczące wkłady edukacyjne czyniąc ją jedną z popularniejszych podręczników biologii. W Stanach Zjednoczonych korzysta się z niej w 90% klas biologicznych w szkołach średnich i 60% wstępnych kursów biologicznych na uniwersytetach. W sumie nakład tego podręcznika wyniósł ponad 14 milionów i przetłumaczony on został na ponad 20 języków (stan na 2024 r.). 

## Zawartość
Podręcznik podzielony jest na 8 części składających się z 56 rozdziałów. Organizacja jednostek tematycznych jest logiczna i łatwa do zrozumienia dla studentów pierwszego roku, co pomaga im w nauce.
Sekcje książki:
- 1 – wprowadzenie, dotyczące między innymi metody naukowej i ewolucji.
- 2 – biologia komórki, procesy fotosyntezy i oddychania komórkowego.
- 3 – genetyka, m.in. genetyka mendlowska, replikacja DNA, transkrypcja i translacja.
- 4 – mechanizmy ewolucji, naturalna selekcja, prawo Hardy'ego-Weinberga i historia życia.
- 5 – bakterie, archeony, protisty, rośliny, kręgowce i bezkręgowce.
- 6 – anatomia roślin.
- 7 – anatomia zwierząt, w tym człowieka; układy: oddechowy, krążenia, odpornościowy, hormonalny i nerwowy.
- 8 – ekologia, ekosystemy i biomy.